# Желіхово (Поморське воєводство)
Желіхово (пол. Żelichowo, нім. Petershagen) — село в Польщі, у гміні Новий Двур-Гданський Новодворського повіту Поморського воєводства, біля воєводської дороги номер 502.
Населення — 447 осіб (2011).
Село є садибою солецтва Желіхово, до складу якого входять села Циганка та Циганек. Село лежить на трасі Жулявської вузькоколійки. В селі знаходиться греко-католицька церква св. Миколая, a в Желіхово-Циганку лапідаріум (менонітське кладовище 11 сіл) — філіал Жулявського музею в Новому Дворі-Гданському.

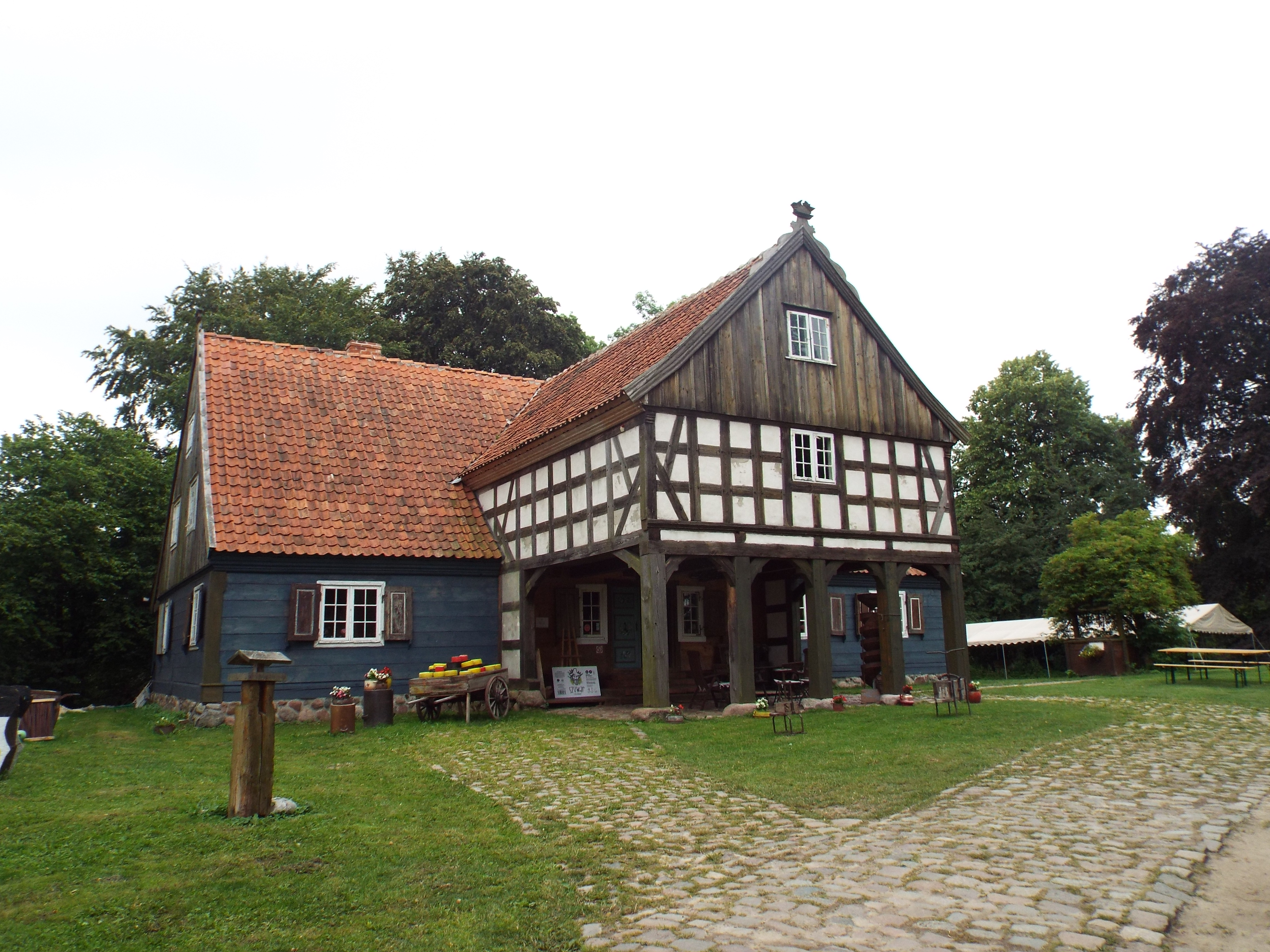
Менонітський підтіньовий будинок у Желіхово-Циганку, 2019 р.

У селі збергіся старий менонітський підтіньовий будинок.
У 2018 розпочалася реконструкція вежі місцевої церкви. Наразі розроблено проєкт, проходить збір коштів.
До 2018 передбачається заміна сучасного постійного мосту на протоці Туга розвідним мостом (бюджет 2,5 млн злотих).
У 1975—1998 роках село належало до Ельблонзького воєводства.

## Значення для українців в Польщі

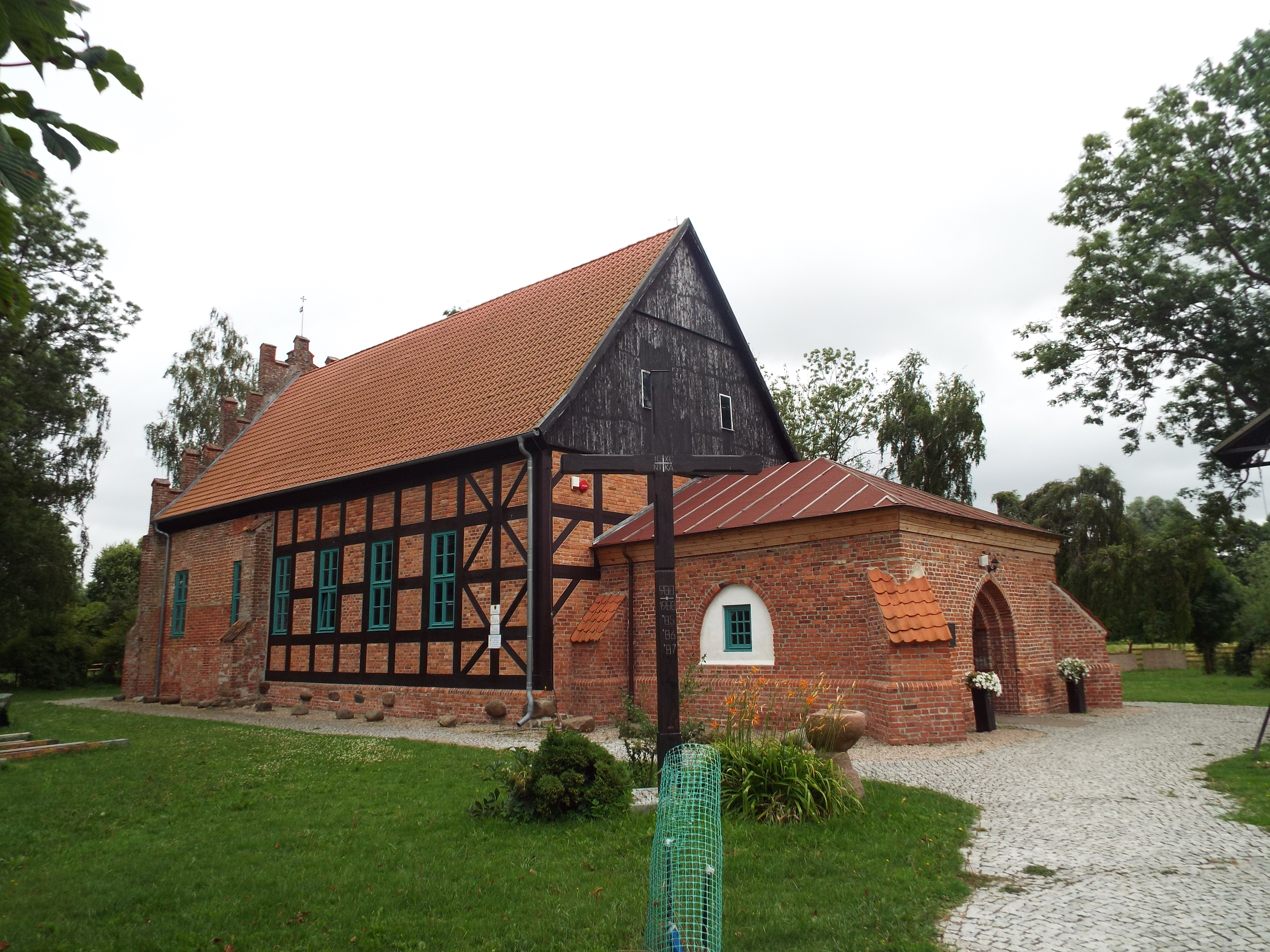
Греко-католицька церква св. Миколая у Желіхово (Циганку), 2019 р.

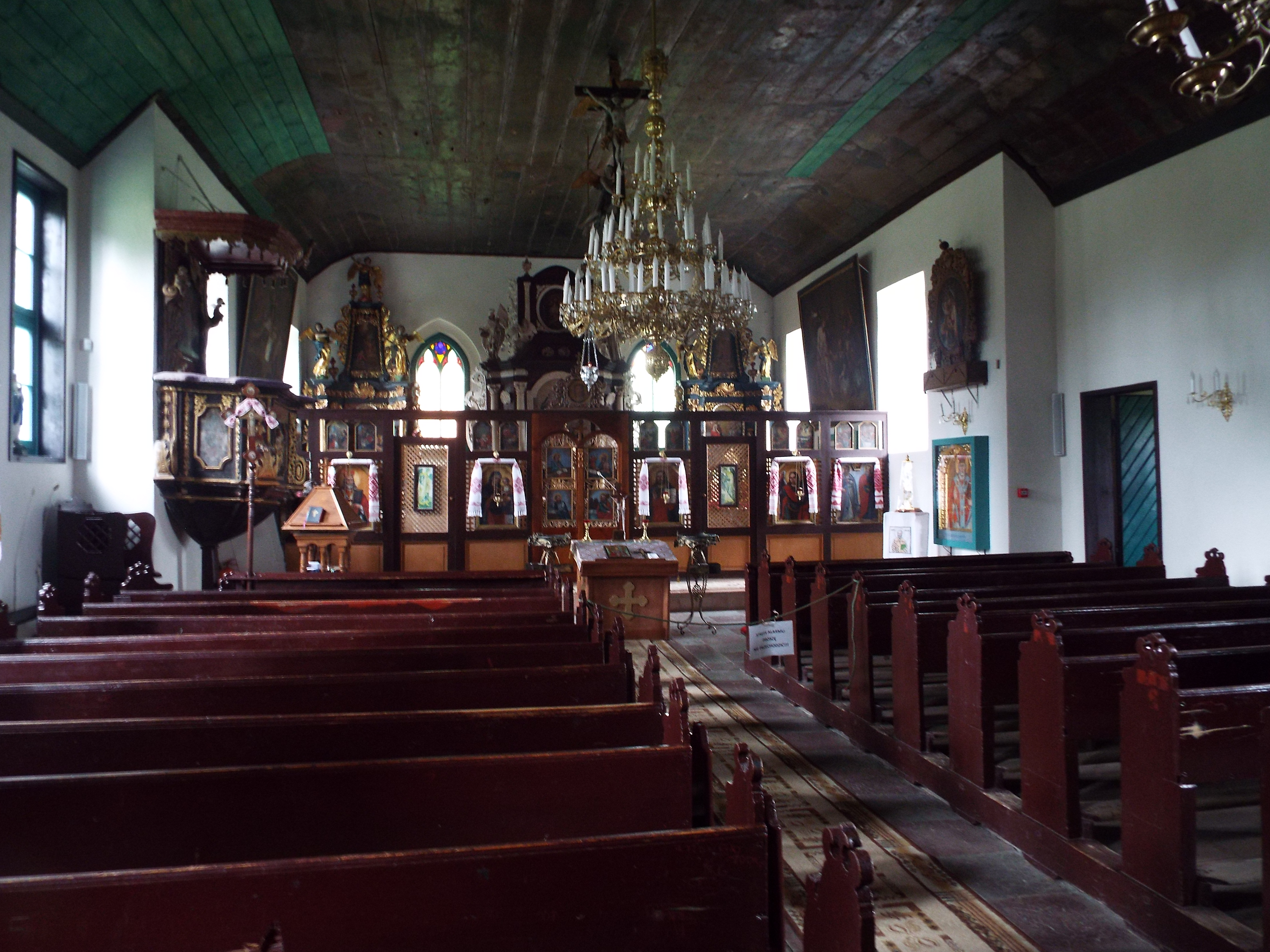
Інтер'єр української греко-католицької церкви в Желіхово-Циганку. Церква розмістилася в костелі 14 ст., 2019 р.

Дане село є важливим для українців Польщі духовно-культурним центром. В Новодовірський повіт під час злочинної акції «Вісла» було виселено українців з Закерзоння. В розташованому неподалік Новому Дворі-Ґданському з 1948 р. у спаському костелі відправляв греко-католицькі богослужіння отець Василь Гриник. Виникла парафія. У зв'язку з неприхильністю місцевої влади, о. Василь Гриник змушений був робити проповіді польською мовою. Навесні 1952 р. він повністю перейшов на працю в греко-католицькому обряді. Згодом він перейшов до Циганка (суч. Желіхово), де 14 березня 1952 р. відправив першу літургію св. Іоанна Златоуста в місцевому костелі св. Миколая.
Отець Гриник від кінця 1940-х рр. перебував у розшуку комуністичних служб безпеки, а після встановлення його локалізації був під пильним оком УБ з Гданська. Особливо компрометувало його в очах Безпеки те, що він регулярно відправляв до Риму інформацію про становище греко-католицької церкви в Польщі. З огляду на це, він шукав контакт з сіткою українського підпілля. Проте зв'язався з підставною мережею, яка була інспірована польським УБ з використанням зрадника з УПА Леона Лапинського «Зенона». Контакт Гриника в 1952 р. з цим «підпіллям» став приводом для арешту. Підозрювали також що Гриник є таємно посвяченим єпископом. 20 квітня 1954 р. о. митрат Василь Гриник був арештований з оскарженням в переховуванні партизанів. Священник перебував у в'язниці «Вронкі» біля Познані 2 роки і 4 місяці. Під час його відсутності комуністична влада закрила церкву св. Миколая а на плебанії оселила циган. Після повернення отця Василя з в'язниці необхідно було через суд відсудити частину плебанії (другу залишили циганській родині). До 1952 р. ніхто з греко-католицьких священників у Польщі не отримав офіційного дозволу від примаса на служіння в своєму обряді. Тільки в 1952 р. С. Вишинський надав Василю Гринику дозвіл на відправлення служби в трьох місцях, у тогочасній Вармінській дієцезії. З 1950 р. о. Отець Гриник утримував тісний контакт з іншими греко-католицькими священниками та ієрархами римсько-католицької церкви.
У 1961 р. о. Василь перевіз до себе свою сестру з території СРСР. На плебанії разом з отцем Василем та його сестрою почали мешкати сестри юзефітки. В 1962 р. розпочато ремонт церкви — виконано фундаменти, у прусському мурі змінено балки та побілені стіни. Перебуваючи в Циганку, о. Василь Гриник бував з пастирською допомогою скрізь, де були розпорошені вірні греко-католики — на Лемковщині, у Битові, Квасові (наразі Славно), а також у Щецинку. Так він також запалив перші вогники українського релігійного життя на Західному Помор'ї.
В 1957 р. о. Василь почав відправляти богослужіння в Гданську, куди їздив на мотоциклі. У Гданську у костелі Св. Варфоломія ним 19.05. і 26.05.1957 р. відслужені перші візантійські літургії. Під час літніх канікул о. Василь в костелах в Стегні, Маренчино i Осташкове навчав релігії, біблійній історії, проведенню літургії і церковному співу.

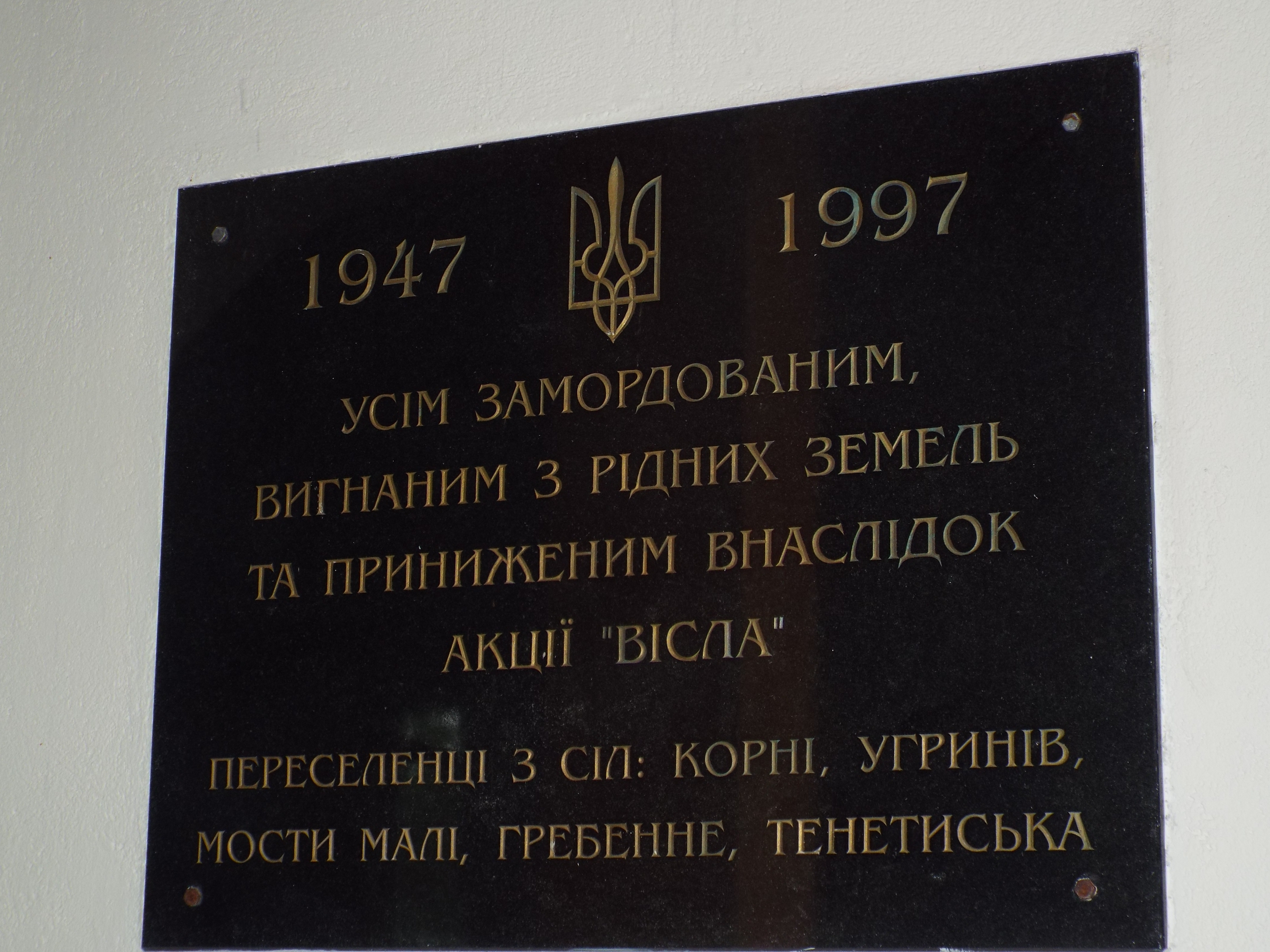
Меморіальна дошка в пам'ять про депортованих в ході Акції «Вісла» українців. Греко-католицька церква св. Миколая в Желіхово-Циганку, 2019 р.

16 липня 1968 на парафію прийшов о. Михайло Вергун, a о. митрат Василь Гриник був переведений до своєї рідної парафії, де 31 травня 1977 р. помер. В тих роках з церкви в Циганку користувалися також місцеві парафіяни-католики, які підступом переписали храм та плебанію собі у власність. 11 червня 1978 р. в церкві в Циганку вибухла пожежа. Було знищено закристію та дах. Швидке втручання та жертовність парафіян дозволили швидку і добру відбудову храму. О. Михайло Вергун закінчив свою працю в парафії Циганек 12 липня 1981 р. і теж переїхав до Перемишля. Тут він помер 3 листопада 1982 р. Новим пробощем парафії у 1981 р. став о. Михайло Бундзь, який перебував у Циганку майже 10 років. Він провів невеликий ремонт церкви, поставив іконостас та у 1985 р. почав «Малу Сарепту» — відзначення пам'яті св. Йосафата, що продовжується і зараз. У 1990 р. на парафію в Циганку прибули отці студити — ієромонахи Никодим Стецюра, Якуб Мадзелян та брат Мирон Спольский. 7 липня цього ж року помер Никодим Стецюра і був похований поблизу церкви. У 1993 р. працю в парафії розпочав о. Богдан Дрозд — настоятель парафії св. Варфоломія у Гданську, який сюди їздив. Від 1995 до 2000 р. на парафії працював Ростислав Процюк, священник з України. В цей час утворено дві дієцезії греко-католицької церкви в Польщі: Перемишльсько-Варшавську та Вроцлавсько-Гданську (Циганек, як і усі парафії Ельблонзького деканату належить до першої). В день Спаса 2000 р. свою працю в Циганку розпочав Іван Марияк. З 27 лютого 2014 р. декретом Перемишльсько-Варшавського митрополита архієпископа Івана Мартиняка, адміністратором, а з 1 липня того ж року настоятелем парафії став о. Павло Потічний.

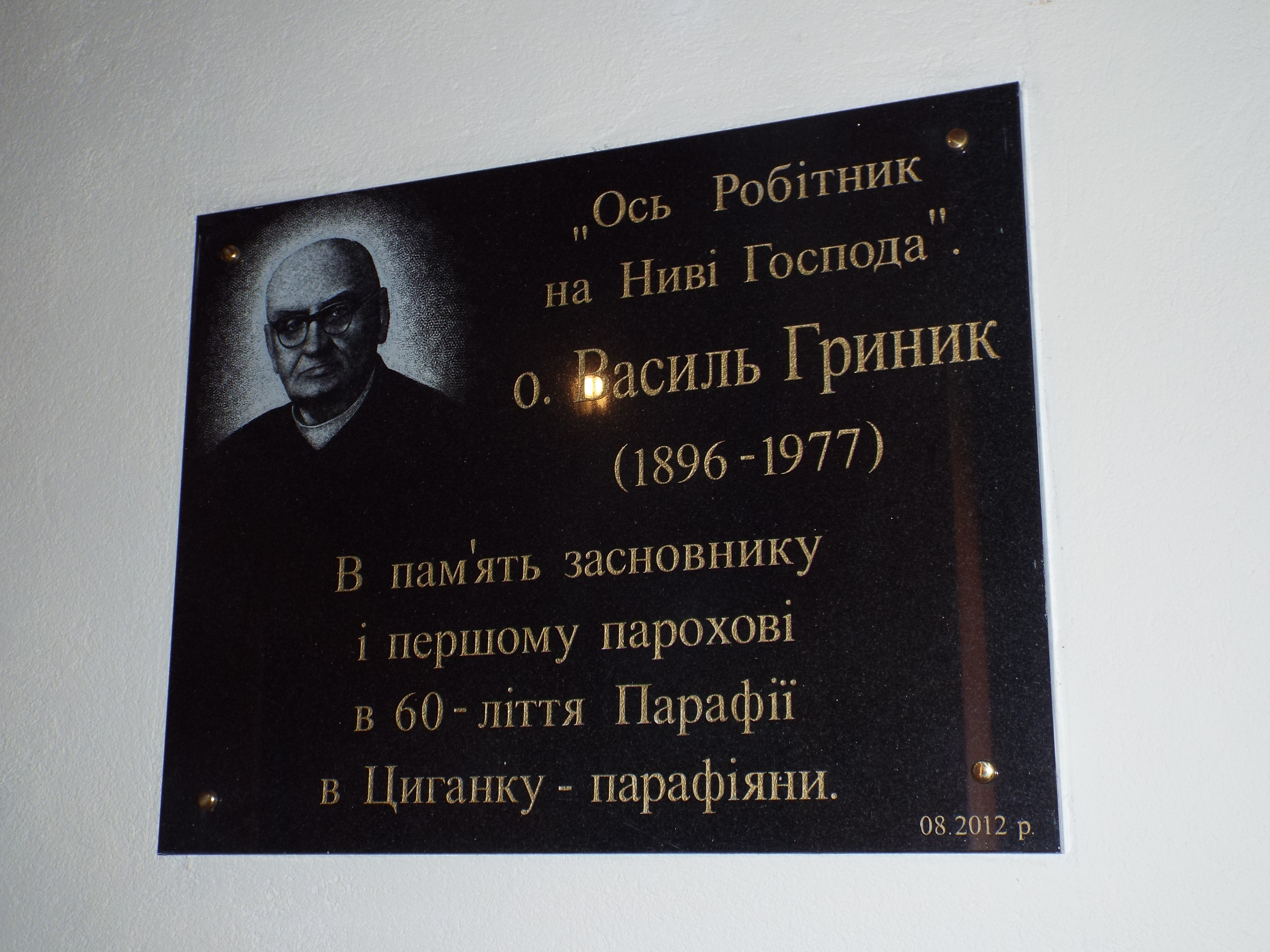
Меморіальна дошка, встановлена парафіянами церкви св. Миколая в Желіхово (Циганку) в пам'ять про свого першого настоятеля отця митрата Василя Гриника, 2019 р.

Протягом 56 років в парафії відбулися істотні зміни — значно зменшилась кількість парафіян в гмінах Маренчино і Осташево. Натомість, збільшилася кількість парафіян в надморських місцевостях, таких як Стегна чи Янтар. З парафії Циганек — родоначальниці інших в цьому регіоні вийшло багато видатних людей, заслужених для української культури та греко-католицької церкви, деякі з яких живуть за кордоном. З цієї ж парафії походить кілька греко-католицьких священиків: о. Богдан Степан, о. Андрій Вербовий (Канада), о. Григорій Назар, о. Ярослав Стороняк та о. Роман Стороняк.
У 2018 р. розпочато відтворення вежі церкви. Наразі розроблено проєкт вежі, проводиться збір коштів на її відбудову.
В церкві встановлено меморіальні дошки в пам'ять про виселених з сіл Корні, Угринів, Мости Малі, Гребенне, Тенетиська під час злочинної акції «Вісла» 1947 р., а також в пам'ять про першого настоятеля парафії Василя Гриника в її 60-ту річницю.

## Демографія
Демографічна структура станом на 31 березня 2011 року:
|          | Загалом | Допрацездатний вік | Працездатний вік | Постпрацездатний вік |
| -------- | ------- | ------------------ | ---------------- | -------------------- |
| Чоловіки | 218     | 47                 | 158              | 13                   |
| Жінки    | 229     | 58                 | 133              | 38                   |
| Разом    | 447     | 105                | 291              | 51                   |

## Уродженці
- Іґнацій Кошембар-Лисковський (1864—1945) — польський правознавець.